# Juan de San Martín
Juan de San Martín y Gómez (Cervatos de la Cueza, Palencia, 3 de febrero de 1728-Málaga, 4 de diciembre de 1796) fue un militar español y gobernante que hizo carrera en la región del Río de la Plata. Fue nombrado teniente de gobernador de Yapeyú el 13 de diciembre de 1774. Se lo recuerda especialmente por haber sido el padre del general José de San Martín, prócer nacional de la Argentina y libertador del Perú y  Chile.

## Biografía

### Origen familiar y primeros años
Juan de San Martín nació el 3 de febrero de 1728 en Cervatos de la Cueza, Palencia, Castilla la Vieja, parte del Reino de España, siendo hijo de Andrés de San Martín y de Isidora Gómez, los cuales conformaban una familia hidalga de clase media cuya casa se conserva en el número 27 de la calle Las Solanas del pueblo antes citado (conocida actualmente como Casa-museo del General San Martín, destacando la sala de honor, donde se guardan recuerdos y testimonios de la amistad con la República Argentina).
En 1746, a los 18 años, ingresó en el ejército español como soldado en el Regimiento de Lisboa, con el cual intervino en cuatro campañas militares en el norte de África, permaneciendo en Melilla durante 17 años, siendo cabo, sargento (desde el 31 de octubre de 1755) y luego sargento 1.º. Se conserva su primera hoja de servicios en donde se lee que era un "hombre de estatura baja, cabello castaño claro y ojos garzos (…)". Siguió luego a su regimiento de regreso a España, estando acantonado en diversos lugares. Por sus méritos en África el 20 de noviembre de 1764 se le concedió un grado de oficial (teniente), algo poco frecuente para alguien que no era de una familia noble.
Siendo gobernador del Río de la Plata Pedro de Ceballos, Juan de San Martín fue destinado a Buenos Aires en 1762, llegando en la expedición militar del gobernador y siendo designado como instructor del Batallón de Milicias de Voluntarios Españoles. Participó en el bloqueo de Colonia del Sacramento en 1765.

### Calera de Las Vacas
Al ser expulsados los jesuitas en 1768, fue nombrado administrador de una gran estancia que estos tenían en la Banda Oriental, la estancia de la Calera de Las Vacas o de Las Huérfanas.
En 1770 fue enviado a participar en el sitio de Colonia del Sacramento, de nuevo en poder de los portugueses. Durante un viaje a Buenos Aires como administrador de Las Vacas, conoció a Gregoria Matorras del Ser, joven sobrina del nuevo gobernador de Tucumán, Jerónimo Luis de Matorras, recién llegado al país. Había dado su palabra de casamiento y lo hizo por poder, representado por el capitán de dragones Juan Francisco de Somalo, el 1 de octubre de 1770, reuniéndose con su esposa el 12 de ese mes. El enlace se realizó en el palacio episcopal, oficiado por el obispo Manuel Antonio de la Torre.
En la estancia de Las Vacas nacieron sus tres primeros hijos: María Elena, Manuel Tadeo y Juan Fermín. Allí se destacó como un buen administrador, de lo que dejan constancia documentos como el del Obispo de Buenos Aires, Monseñor de la Torre, escrito en 1770:

(…) perseveran los hornos de cal y ladrillo en la dicha estancia de Las Vacas, mediante la especial económica aplicación de un don Juan de San Martín, oficial de la Asamblea (…) de quien se dice haber excedido a los Padres Jesuitas en la economía.

Y del síndico revisor de cuentas de la estancia:

(…) se reconoce la pureza, celo y desinterés con que la ha administrado, dándole unos aumentos y beneficios considerables, que sólo podían esperarse de un oficial como éste, que no ha perdonado fatiga, ni trabajo para llenar mejor el exacto cumplimiento de la comisión que se le había conferido (…)

Permaneció siete años como administrador de la estancia de Las Vacas, produciendo una renta bruta de 197 000 pesos plata, muy superior al total logrado por todos los demás pueblos misioneros.

### Teniente de gobernador de Yapeyú

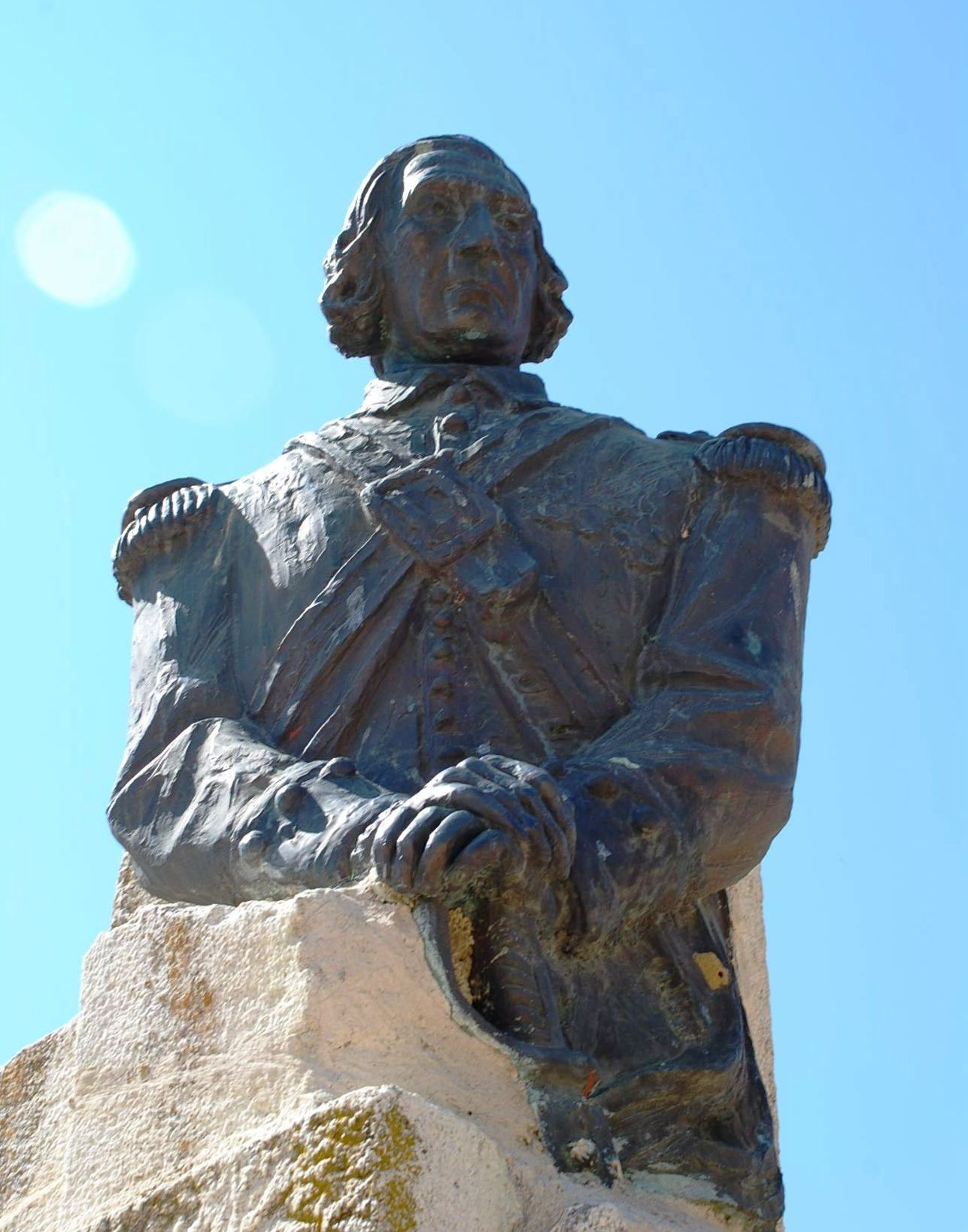
Monumento a Juan de San Martín en Cervatos de la Cueza (Palencia).

Siendo capitán y ayudante mayor de la Asamblea de Infantería de Buenos Aires —nombrado por el rey Carlos III de España— y sobre la base de estos antecedentes, el virrey Juan José de Vértiz y Salcedo el 13 de diciembre de 1774 lo nombró teniente de gobernador del departamento de Yapeyú, que formaba parte del Gobierno de las Misiones Guaraníes, por fallecimiento en funciones del capitán Francisco Pérez de Saravia, aunque San Martín recién ocuparía el cargo el 6 de abril de 1775.
Los jesuitas acababan de ser expulsados de todo el Imperio español, y los territorios que hasta entonces habían estado bajo su jurisdicción fueron encomendados a militares españoles. Yapeyú era el pueblo más meridional de las Misiones, poseía un amplio territorio que llegaba hasta el Río Negro en la Banda Oriental, dedicado a la ganadería, y era el principal centro de contacto misionero con Buenos Aires, mediante el Río Uruguay.
Cuando llegó San Martín a Yapeyú, el pueblo se hallaba arruinado por una epidemia de viruela que había reducido su población desde 8.000 a 3.322 habitantes en tres años. Se inició luego de su llegada un conflicto con Portugal en las Misiones Orientales, por lo que en 1777 debió organizar la defensa, trasladándose a San Borja, en donde armó un cuerpo de 550 milicianos guaraníes que luego participaron en las Invasiones Inglesas y entre los cuales se hallaba Andrés Guazurary. Retornó a Yapeyú en diciembre de ese año para el nacimiento de su quinto hijo, José Francisco (el cuarto, Justo Rufino, había nacido en Yapeyú en 1776).
No se destacó por su tacto político ni por su habilidad: bajo su gobierno las misiones continuaron desintegrándose económica y socialmente. Hasta entonces, los indígenas habían sido muy bien tratados, y sus caciques recibían un trato especialmente respetuoso; la justicia se administraba con sencillez y rectitud y la administración estaba enteramente al servicio del mantenimiento de los pueblos. Para evitar abusos, no se permitía la entrada de españoles en los pueblos.
Bajo los nuevos administradores, entre ellos San Martín, todo eso cambió: los pueblos recibieron una importante inmigración blanca; se permitió el comercio particular, que hasta entonces estaba prohibido, lo cual llevó a que muchos indígenas inocentes fueran víctimas de estafas de todo tipo. Los castigó con dureza por delitos de cualquier tipo, y no distinguió a los caciques; eligió por su sola autoridad a las autoridades de los pueblos, no entre los más capaces ni más queridos por sus subordinados, sino de los más allegados a su gobierno.
Su obra más importante como teniente de gobernador de Yapeyú fue la ampliación de la jurisdicción de este pueblo hasta el arroyo Yeruá (al sur de Concordia), que hasta entonces llegaba hasta el Río Miriñay. En esta región restableció la Ruta al Salto, mediante la cual se enviaban a Buenos Aires para su comercialización los excedentes de yerba mate, algodón, tabaco, grasas y cueros. La epidemia de viruela había cortado esta ruta comercial iniciada por Bucarelli en 1769, la cual llegaba por tierra hasta el embarcadero de San Antonio del Salto Chico o Ytú, desde donde, ya salvados los saltos Grande y Chico del río Uruguay, continuaba por barco.
En 1776 inspeccionó la jurisdicción de Yapeyú al este del río Uruguay (Brasil y Uruguay actuales), que llegaba hasta el río Negro, arruinada por la epidemia de viruela. El ganado se había refugiado en la zona de los río Negro y Yí, donde era explotado ilegalmente. Durante esta visita organizó el pueblo de Paysandú, transformándolo en un concurrido puerto en la Ruta al Salto.
En la Banda Occidental del río Uruguay Juan de San Martín fundó cuatro grandes estancias comunitarias dedicadas a la cría de ganado: La Merced (hoy Monte Caseros), San Gregorio (cerca del río Mocoretá), Inmaculada Concepción de Mandisoví (antecedente de Federación) y Jesús del Yeruá (al sur de Concordia), las cuales dotó con ganado comprado en Entre Ríos. A la capilla de la Estancia de Mandisoví Juan de San Martín hizo enviar desde Yapeyú una imagen de la Inmaculada Concepción. Esta imagen tallada por los indígenas preside actualmente la parroquia de Federación y por decisión de Juan Pablo II es la Patrona de la Diócesis de Concordia.
El 14 de febrero de 1781 lo reemplazó como teniente gobernador Francisco de Ulibarri y luego su amigo y consejero Don Diego de Alvear. Fue recordado en Yapeyú como el impulsor de la economía local. Destinado a Buenos Aires como ayudante mayor de la Asamblea de Infantería, en esa ciudad hizo dictar sus primeras letras a sus hijos.

### Regreso a España y fallecimiento
Tres años más tarde fue trasladado a un regimiento de Málaga, en España, luego de haber pedido al rey, el 27 de diciembre de 1783, su traslado, que le fue concedido por una Real Orden del 25 de marzo de 1784, "atendiendo a los méritos expuestos y a la necesidad que tiene de mayores auxilios, para atender a la educación y crianza de cinco hijos que tiene". El rey, sin embargo, rechazó su pedido de ascenso a teniente coronel.
Llegó a Cádiz en abril de 1784 con $1.500 oro, todo su capital ahorrado en 38 años de servicio, con el que apenas pudo adquirir una casa. En España inscribió a todos sus hijos varones en las escuelas de nobles y en los colegios de oficiales de ejército. Se consideraba que había entrado a la nobleza por ser gobernador; sin embargo, debió soportar un duro juicio de residencia por su actuación en las Misiones, del cual no salió muy bien parado, ya que no volvió a ser gobernador.
Su quinto hijo fue José Francisco de San Martín, el futuro Libertador, nacido en Yapeyú en febrero de 1778. Hay algunas teorías que lo hacen hijo de Diego de Alvear; otras que lo presentan como un hijo extramatrimonial tenido con una indígena. La última teoría combina ambas: hijo de Alvear y una indígena guaraní, criado por San Martín. Ninguna de estas suposiciones tiene más que un sustento muy débil y se originaron en un diario íntimo de Joaquina de Alvear.
Juan de San Martín falleció en la ciudad de Málaga, Reino de España, el 4 de diciembre de 1796. Sus restos y los de su esposa descansaron en un primer momento en la iglesia de Santiago de la misma ciudad, hasta que fueron trasladados en 1947 a la República Argentina, en donde permanecieron en el cementerio de la Recoleta de Buenos Aires hasta 1998, cuando fueron trasladados al Templete que honra la memoria de su hijo en Yapeyú.
Su casa natal en Cervatos de la Cueza es actualmente un museo. La iglesia de la localidad fue construida por el gobierno argentino.